# Amauromyza ranchograndensis
Amauromyza ranchograndensis är en tvåvingeart som beskrevs av Spencer 1973. Amauromyza ranchograndensis ingår i släktet Amauromyza och familjen minerarflugor.
Artens utbredningsområde är Venezuela. Inga underarter finns listade i Catalogue of Life.